# یوهانس گامپ
یوهانس گامپ (انگلیسی: Johannes Gumpp; ۱۴ اوت ۱۶۲۶ – ۲۴ نوامبر ۱۷۲۸) نقاش اهل اتریش بود.